# Night Hunter (film 2018)
Night Hunter, originariamente intitolato Nomis, è un film del 2018, diretto da David Raymond, con protagonisti Henry Cavill e Alexandra Daddario.

## Trama
Quando il corpo di una giovane donna viene trovato su un camion di legname in Minnesota, il detective Walter Marshall sospetta che la vittima sia morta gettandosi da un cavalcavia per sfuggire a un rapitore. Si arriva inaspettatamente a una svolta nel caso quando l'ex giudice Michael Cooper, che dà la caccia ai pedofili con l'aiuto della sua giovane assistente Lara, escogita un piano per catturarne uno che porta al rapimento di Lara. Attraverso un localizzatore negli orecchini della ragazza, Marshall trova lei e altre giovani donne prigioniere in una villa di proprietà di Simon Stulls, un uomo che sembra soffrire di disabilità mentale. Simon viene arrestato e la polizia cerca di determinare se è responsabile dei rapimenti. Indagando sul passato di Simon, scoprono che è nato da uno stupro e che sua madre ha tentato il suicidio prima di darlo alla luce.
Mentre Simon è in custodia, le forze di polizia si ritrovano nel mirino di un altro aggressore. Il tecnico Matthew Quinn viene ucciso con un'autobomba e il collega Glasgow è costretto a liberare Simon quando scopre che sua figlia neonata è stata rapita. La polizia riacciuffa Simon dopo che ha ucciso suo padre, proprio mentre Cooper scopre che Lara è scomparsa. Credendo che Simon sia responsabile, Cooper tende un'imboscata al suo mezzo di trasporto della polizia quando viene sorpreso da un altro uomo che assomiglia esattamente a Simon. Simon in realtà è una coppia di gemelli identici, con uno malvagio dietro i rapimenti e l'altro davvero affetto da una disabilità mentale e succube del fratello. I gemelli uccidono Cooper e rapiscono la profiler della polizia Rachel Chase prima di scappare.
Usando un localizzatore che Simon ha lasciato alla stazione di polizia, una squadra guidata da Marshall localizza i gemelli su un lago ghiacciato dove stanno tenendo in ostaggio Rachel e Lara. Lara fugge e Marshall prende in ostaggio il fratello mentalmente disabile per convincere il fratello malvagio a liberare Rachel. Dopo che Rachel è stata liberata, Marshall dice al gemello mentalmente disabile di abbracciare suo fratello. Il gemello mentalmente disabile obbedisce, ma il peso combinato dei due rompe il ghiaccio sotto i loro piedi facendo cadere nel lago entrambi, che muoiono annegati.
Successivamente, Lara legge una lettera di Cooper in cui la ringrazia per tutto quello che ha fatto. Marshall fa visita a sua figlia Faye accompagnato da Rachel, facendo intuire che i due hanno iniziato una relazione.

## Produzione
Henry Cavill, Ben Kingsley e Alexandra Daddario sono stati annunciati come protagonisti il 10 febbraio 2017. Stanley Tucci, Nathan Fillion e Brendan Fletcher sono stati annunciati il 7 marzo 2017, dopo l'inizio delle riprese.
Il film è stato girato dal 25 febbraio al 3 aprile 2017 a Winnipeg.

## Distribuzione
La pellicola è stata presentata il 28 settembre 2018 al Los Angeles Film Festival.
Nel novembre 2018 la Saban Films acquista i diritti di distribuzione del film per il mercato statunitense.
In Italia il film è arrivato direttamente sulla piattaforma Prime Video il 22 ottobre 2020.